# 非规范变形KdV方程
非规范变形KdV方程 (Unnormalized modified  KdV equation)是一个非线性偏微分方程：
{\displaystyle u_{t}+u_{xxx}+\alpha *u^{2}*u_{x}=0}

## 解析解
{\displaystyle {u(x,t)={\sqrt {(}}6)*_{C}2*sech(_{C}1+_{C}2*x-_{C}2^{3}*t)/{\sqrt {(}}\alpha )}}
{\displaystyle u(x,t)={\sqrt {(}}6)*_{C}3*JacobiDN(_{C}2+_{C}3*x+(-2*_{C}3^{3}+_{C}3^{3}*_{C}1^{2})*t,_{C}1)/{\sqrt {(}}\alpha )}
{\displaystyle u(x,t)={\sqrt {(}}-6*\alpha *(-1+_{C}1^{2}))*_{C}3*JacobiND(_{C}2+_{C}3*x+(-2*_{C}3^{3}+_{C}3^{3}*_{C}1^{2})*t,_{C}1)/\alpha }
{\displaystyle u(x,t)={\sqrt {(}}6)*_{C}1*_{C}3*JacobiCN(-_{C}2-_{C}3*x-(-2*_{C}3^{3}*_{C}1^{2}+_{C}3^{3})*t,_{C}1)/{\sqrt {(}}\alpha )}
{\displaystyle {u(x,t)={\sqrt {(}}6)*{\sqrt {(}}\alpha *(-1+_{C}1^{2}))*_{C}3*JacobiNC(-_{C}2-_{C}3*x-(-2*_{C}3^{3}*_{C}1^{2}+_{C}3^{3})*t,_{C}1)/\alpha }}
{\displaystyle u(x,t)=-6*_{C}3*JacobiNS(_{C}2+_{C}3*x+(_{C}3^{3}*_{C}1^{2}+_{C}3^{3})*t,_{C}1)/{\sqrt {(}}-6*\alpha )}
{\displaystyle u(x,t)=-{\sqrt {(}}6)*_{C}3*JacobiDN(_{C}2+_{C}3*x+(-2*_{C}3^{3}+_{C}3^{3}*_{C}1^{2})*t,_{C}1)/{\sqrt {(}}\alpha )}
{\displaystyle }

## 行波图
|  |  |  |  |

|  |  |  |  |

|  |  |  |  |

|  |  |  |  |

|  |